# Agromyza hardyi
Agromyza hardyi este o specie de muște din genul Agromyza, familia Agromyzidae, descrisă de Spencer în anul 1986.
Este endemică în Utah. Conform Catalogue of Life specia Agromyza hardyi nu are subspecii cunoscute.